# Kaseikai
Das Kaseikai (jap. 花斉会, dt. etwa „Lasst-Blumen-blühen-Versammlung“), nach ihrem derzeitigen Vorsitzenden Yoshihiko Noda meist als Noda-Gruppe (野田グループ, Noda gurūpu, teilweise als 野田G abgekürzt) bezeichnet, ist eine Faktion aus ehemaligen Mitgliedern der japanischen Demokratischen Partei (engl. Demokratische Partei Japans, DPJ) und der Demokratischen Fortschrittspartei (engl. Demokratische Partei, DP). Sie hatte bei den Wahlen zum Parteivorsitzenden im September 2010 rund 30 Mitglieder aus den beiden Fraktionen der DPJ im nationalen Parlament. Den Kern der Faktion bilden – tendenziell eher (reform-)konservative – Absolventen des Matsushita Seikei Juku (松下政経塾, engl. Matsushita Institute of Government and Management). Zu den in der Faktion vertretenen Positionen gehören die Revision von Artikel 9, eine weiterhin enge Zusammenarbeit mit den USA und die Ablehnung der (von den sozialdemokratisch orientierten Faktionen, insb. Yokomichi-Gruppe, Kawabata-Gruppe, gewünschten) Anlehnung der Partei an die Gewerkschaften.
Da die Noda- der Maehara-Gruppe (Ryōunkai) von Seiji Maehara nahesteht, werden die beiden Faktionen von den Medien manchmal auch zusammen als Maehara-Noda-Gruppe(n) (前原・野田グループ) zusammengefasst.
Noda selbst kandidierte erstmals 2002 für den Parteivorsitz, unterlag aber den Parteigründern Naoto Kan (Kan-Gruppe) und Yukio Hatoyama (Hatoyama-Gruppe). Nach der Regierungsübernahme der Demokraten 2009 wurde er zunächst Staatssekretär, 2010 dann Finanzminister. Im Kabinett Kan stellte die Faktion zuletzt drei Minister. Noda löste Kan Ende August 2011 als Vorsitzender der DPJ ab und wurde im September Premierminister von Japan. Nach der Niederlage der DPJ bei der Shūgiin-Wahl 2012 trat Noda als Vorsitzender und Premierminister zurück. Das Kaseikai blieb zunächst als innerparteiliche Gruppierung bestehen und zerfiel nach der faktischen Spaltung der Demokratischen Fortschrittspartei bei der Wahl 2017 in KDP- oder Kibō-Mitglieder und Parteilose. Momentan (2020) besteht das Kaseikai aus wenigen Mitgliedern von KDP und Demokratischer Volkspartei und Unabhängigen. Auch Noda selbst ist auf Nationalebene parteilos.